# Digital Chocolate
Digital Chocolate — компания-разработчик компьютерных и мобильных игр, штаб-квартира которого расположена в Сан-Матео, штата Калифорния (США). Помимо разработки игр она также занимается активной издательской работой. DC была основана в 2003 году Трипом Хокинсом, предпринимателем, основателем издательского гиганта Electronic Arts и покровителем провальной игровой консоли — 3DO. Компания специализируется на разработке игр для мобильных телефонов, iPhone OS и Microsoft Windows, но временами также создаёт неигровые приложения. Слоган компании — Seize the minute (рус. Пользуясь минуткой).

## История
Digital Chocolate была основана в 2003 году Трипом Хокинсом. DC завоевала более 10 наград в течение последних двух лет, в том числе «Лучший разработчик игр года» (англ. «Best Game Developer of the Year») сайта IGN и место в списке «Red Herring Global 100».
В 2015 году Digital Chocolate внедрили в свои игры систему Pocket Arena, что помогло увеличить удержание пользователей.

## Игры Digital Chocolate
Это неполный список, он может постоянно дополняться . Вы можете расширять данный список, но только используя достоверные источники.

### Изданные игры
| * Café: Hold'em Poker - Café: Solitare - Café: Sudoku - City Basketball - Codename: Dark Snow - Ducky's Jewels - Extreme Air Snowboarding - Fantasy Warrior - Fantasy Warrior 2: Evil - Fantasy Warrior 2: Good - FotoQuest Fishing - Funky Ducky - Johnny Crash Stuntman Does Texas - Johnny Crash - Jungle Twister - Jumbo Rumble - Kamikaze Robots - Mafia Wars - Mafia Wars Yakuza - Mini Golf: Castles - Mini Golf Las Vegas - Mini Golf Magic | - California Gold Rush - Mobile League Solitaire 4 Pack - Mobile League Sports Network Sports Picks - Mobile League WordJong - Mole War - Moto Racing Fever - NCAA Hoops 2005 - Nightclub Empire - No Limit Casino 12-Pack - Pajinko - Party Night Casanova - Party Night Diva - Pitfall: Caves - Pitfall: Glacier - Pitfall: Jungle - Pyramid Bloxx - Quixco - Racing Fever - Racing Fever 2 - Racing Fever GT - Rock City Empire - Rollercoaster Rush - Rollercoaster Rush 3D - Santa's Rush Hour - Santa's Tower Bloxx - Scarlotti's Mafia Wars 2 - Ski Jump - Spelltris - Street Soccer - Street Soccer 2 - Sumo Smash - Tornado Mania - Tornado Mania 3D - Tower Bloxx - Tower Bloxx Deluxe - Tower Bloxx Deluxe 3D - War Hero 1944 - WordKing Poker - Yo Yo Fighter - Zoy's Rescue Mission - Zoy's Rescue Mission 2 |

### Приложения
- Atkins 2Go
- BabySitter 2Go
- DChoc BabySitter
- MetroGirl
- StarGazer 2Go
- Crazy Penguin catapult